# Freystadt
Freystadt – miasto w Niemczech, w kraju związkowym Bawaria, w rejencji Górny Palatynat, w regionie Ratyzbona, w powiecie Neumarkt in der Oberpfalz. Leży w Jurze Frankońskiej, około 15 km na południowy zachód od Neumarkt in der Oberpfalz.

## Dzielnice
W skład miasta wchodzą następujące dzielnice: 
- Freystadt
- Aßlschwang, Rohr, Richthof
- Burggriesbach, Schmellnricht
- Forchheim
- Großberghausen, Kleinberghausen
- Höfen, Obernricht, Fuchsmühle
- Lauterbach, Schmellnricht, Jettenhofen
- Michelbach, Rothenhof, Rumleshof, Schöllnhof
- Möning, Möninger Berg, Reckenstetten
- Mörsdorf, Braunshof
- Oberndorf
- Sondersfeld, Frettenshofen, Kittenhausen
- Sulzkirchen
- Thannhausen, Ohausen, Rabenhof
- Thundorf, Kiesenhof

## Historia
Pierwsze wzmianki o Freystadt pojawiły się w 1298. Prawa miejskie nadano miejscowości w 1332.

## Polityka
W radzie miasta zasiada 20 radnych:
- CSU 12 miejsc
- SPD 3 miejsca
- bezpartyjni 5 miejsc

## Osoby urodzone we Freystadt
- Jean Paul Egide Martini – kompozytor
- Ernst Schweninger – medyk